# Пейпер, Тадеуш
Тадеуш Пейпер ("Тадеуш Пайпер"; пол. Tadeusz Peiper; 3 мая 1891, Подгуже — 10 ноября 1969, Варшава) — польский поэт, литературный критик, теоретик поэзии, эссеист, основатель и главный редактор журнала «Crossover», автор романов, газет, поэмы ("Na przykład", 1931), драмы ("Skoro go nie ma") и поэтической программы. Происходил из еврейской семьи, но довольно быстро сменил веру на католическую.

## Жизненный путь
Был сыном адвоката Авраама Маркуса и Сары. В 1921 году в Кракове основал журнал «Crossover», который существовал в 1922 по 1923 и с 1926 по 1927 годы и объединил поэтов группы писателей "Awangarda Krakowska" (Юлиан Пшибось, Ян Бженковский, Ялу Курек). Поэтические зарисовки Пейпера появились в сборниках: 1925 — Nowe usta, 1930 — Tędy.
Труд поэта Пейпер сравнивал с трудом ремесленника, считал, что в поэзии все так же должно быть запланировано. Он изображал такие символы современности как: город, маги, машина, а их аббревиатура «3 × M» стала лозунгом "Awangarda Krakowska". Его теория поэзии отвергала мелодичность стиха, силлабику, однако допускала свободный стих и только те метафоры, которые могут быть четко интерпретированы. Пейпер, как и футуристы, оставлял поэтические традиции, потому что, по его мнению, рождение новой реальности не могло наступить при использовании старых схем. Он защищал тяжелый язык поэзии, и как поэт не мог называть состояния и эмоции непосредственно, как это делается в прозе; придерживался сокращений и вида текста «без ваты слов» в силу того факта, что современная поэзия должна отойти от своего первоначального вида, каким была песня. В поэтической концепции Пейпера обязательно присутствуют противоречия, и именно поэтому часть поэтов "Awangarda Krakowska" отказались от его поэтики.
В начале Второй мировой войны, эвакуировался во Львов, где сотрудничал с Александром Ватом. В 1940 году был арестован НКВД и вывезен вглубь СССР. В Польшу вернулся в 1944 году.
Умер 10 ноября 1969 года, похоронен на Военном кладбище на Повонзках.

## Творчество

### Тома поэтических произведений
- 1924 — А
- 1924 — Живые линии
- 1929 — Раз

### Собраны и объединены произведения
- 1972 — Тогда. Новые уста
- 1974 — Мысли о поэзии
- 1974 — Обо всем и еще о чем-то.
- 1978 — Повести
- 1979 — Поэмы и театральные произведения
- 1991 — Первые три месяца
- 2000 — Между людьми на сцене и на экране
- 2004 — Габриэля Запольская, как актриса

Перевел на польский язык «Собаку на сене» Лопе де Веги (1956).